# Károly Mária nápoly–szicíliai királyi herceg
Károly Mária (olaszul: Carlo Maria di Borbone-Due Sicilie, spanyolul: Carlos María de Borbón-Dos Sicilias; Gries-San Quirino, Ausztria–Magyarország, 1870. november 10. – Sevilla, Spanyol Királyság, 1949. november 11.), Bourbon-házból származó nápoly–szicíliai királyi herceg, spanyol infáns, katonatiszt. A spanyol–amerikai háború tisztje, majd a spanyol hadsereg kinevezett főfelügyelője. Alfonz, Caserta grófja és Szicíliai Mária Antónia fia, egyben a Nápoly–Szicíliai Királyság utolsó uralkodójának, II. Ferencnek unokaöccse. Leszármazottai között van a jelenleg regnáló VI. Fülöp spanyol király, valamint Károly, Calabria hercege, Péter Károly herceg (brazil trónkövetelő) és Péter jugoszláv trónörökös is.

## Házasságai és gyermekei
Károly 1901. február 14-én, Madridban feleségül vette rokonát, a Bourbon-ház spanyol királyi ágából származó Mária de las Mercedes, Asztúria hercegnőjét. Az infánsnő volt XII. Alfonz spanyol király és Ausztriai Mária Krisztina királyné elsőszülött gyermeke, a Spanyol Birodalom örököse. Egy héttel az esküvőt megelőzően Károly megkapta a spanyol infáns királyi címet. Házasságukból összesen három gyermek született, amelyek közül ketten érték meg a felnőttkort. Gyermekeik:
- Alfonz herceg (1901. november 30. – 1964. február 3.), infáns, Calabria hercege,
- Ferdinánd herceg (1903. március 6. – 1905. augusztus 4.), egy évvel édesanyja halála után hunyt el kisgyermekként,
- Izabella Alfonza hercegnő (1904. október 16. – 1985. július 18.), Jan Kanty Zamoyski lengyel gróf felesége lett.

Mária de las Mercedes infánsnő 1904-ben belehalt harmadik gyermekének, Izabella Alfonza hercegnő születésébe. Károly 1907-ben másodjára is megházasodott: november 16-án vezette oltárhoz Louise d’Orléans hercegnőt, Philippe d’Orléans, Párizs grófjának leányát. Házasságukból négy gyermek született:
- Károly herceg (1908. szeptember 5. – 1936. szeptember 27.), a spanyol polgárháborúban vesztette életét,
- Mária de los Dolores hercegnő (1909. november 15. – 1996. május 11.), 1937-ben hozzáment Augustyn Józef Czartoryski lengyel herceghez,
- Mária de las Mercedes hercegnő (1910. december 23. – 2000. január 2.), János, Barcelona grófjának felesége lett, I. János Károly spanyol király édesanyja,
- Mária de la Esperanza hercegnő (1914. június 14. – 2005. augusztus 8.), 1944-ben megházasodott Pedro Gastão d’Orléans–Bragança herceggel, a brazil császári cím követelőjével.

Károly apja, Alfonz, Caserta grófja volt a Bourbon-ház nápoly–szicíliai ágának feje. Első feleségével, Mária de las Mercedes infánsnővel való házasságkötése előtt, 1900. december 14-én lemondott az öröklési jogáról Két Szicília Királyságának trónjáról. Amikor 1960-ban bátyja, Ferdinánd herceg fiúörökös hiányában elhunyt, Károly fia, Alfonz herceg visszavette a jogot, hogy örökölje a szicíliai koronát. Azonban Károly öccse, Reiner herceg az 1900-as lemondás alapján magának követelte a királyi címet. A vitát az utódok a mai napig nem tudták rendezni. Míg Európa legtöbb királyi háza elismeri Reiner herceg leszármazottainak öröklését, a spanyol királyi család Károly utódainak igényét pártolja.

## Forrás
1. ↑  "Carlos of Bourbon Dead in Spain at 79", The New York Times (12 November 1949): 15. (angolul)
2. ↑  "Infante Don Carlos", The Times (12 November 1949): 7. (angolul)
3. ↑   (1901. február 8.) „Royal Decrees” (spanyol nyelven). Boletín Oficial del Estado. (Hozzáférés: 2015. október 17.)
4. ↑   Royalty Who Wait: The 21 Heads of Formerly Regnant Houses of Europe. Jefferson, North Carolina: McFarland & Company, 37–8. o. (2001. március 20.)